# Jak smrt přišla do světa
Jak smrt přišla do světa (hráno pod názvem V den počátku, op. 43) je hudebně dramatické dílo, označované jako „operní mystérium“ nebo „scénické mystérium“, o jednom dějství českého skladatele Osvalda Chlubny na vlastní libreto, které skladatel upravil podle indiánského mystéria Jak smrt přišla do světa amerického filosofa Hartleye Burra Alexandra v překladu Otto Františka Bablera. Premiéru měla 24. ledna 1936 v Zemském divadle v Brně.

## Vznik, charakteristika a historie
Jak smrt přišla do světa je čtvrtým jevištním dílem brněnského skladatele a Janáčkova žáka Osvalda Chlubny. Jeho předchozí opera Ňura (1932) byl celovečerní naturalistické hudební drama, v Chlubnově tvorbě nejvíce sledující Janáčkův vzor. V následujícím hudebně dramatickém díle se Chlubna obrátil k látce zcela odlišné, která mnohem více vyhovovala jeho sklonu ke kontemplativnímu mysticismu. Námět mu poskytlo indiánské mystérium, které filosoficky pojednává o vzniku a smyslu života a smrti.
Jak smrt přišla do světa je (slovy muzikologa Ludvíka Kundery) „něco mezi operou, scénickým melodramem a pantomimou“. Příběhu chybí dramatický děj, všechny osoby jsou jen symbolické (Svědomí, Dárce života, Zloduch, Praotec, Pramáti), úkolem sboru i některých sólistů, zejména Svědomí, je především komentovat jevištní akci. Již v Ňuře Chlubna využil techniku melodramu, kterou v tomto díle uplatňuje důsledně: jednotlivé postavy i sbor jednak recitují, jednak v lyrických místech zpívají. Významnou úlohu má přitom i pantomima a hudebním i scénickým vyvrcholením opery není zpěv, ale extatický tanec Zloducha a přízraků. Pro Chlubnu je i v tomto díle příznačné „záměrné a složité ovládání prostředků orchestrálních“ (Gracian Černušák).
České zemské divadlo v Brně se chtělo vyhnout zmínce o smrti v názvu opery (podobně jako při premiéře opery Smrt kmotřička Rudolfa Karla, kterou překřtilo na „Kmotřička“, roku 1933), a proto uvedlo Chlubnovo dílo pod alternativním názvem V den počátku. V programu je poněkud nesourodě doplňovaly dvě francouzské komické opery, Angelika Jacquese Iberta a Panenka Adolpha Adama.
Osvald Chlubna se těšil v brněnských hudebních kruzích velké úctě. Ludvík Kundera označil Jak smrt přišla do světa za „dosud nejzdařilejší z jeho scénických děl“. Chlubnova tvorba v něm směřuje ke konkrétnosti a lapidárnosti. „Ostré kontury této hudby, zvláště kontury rytmické, vznikly při představě reálných pohybů, určité scény a určitého osvětlení a proto volají po pohybu a po zcela určitém zrakovém dojmu. I scénické poukazy jsou jednoznačně a podrobné.“ Avšak muzikolog a kritik Gracian Černušák v Lidových novinách, při uznání Chlubnovy opravdovosti a věrnosti svým uměleckým zásadám i nesporných hudebních kvalit, jeho dílo nazval „schematickou abstrakcí“ a shledal, že „celek není dosti oživen silnou a spontánně proudící vlnou diferencované melodické invence a dramatického temperamentu a výraz plyne přese všechnu vůli k optimismu tóny těžkého zadumání. Dílo vzbudí úctu, ale neuchvátí.“ Podobného názoru bylo i obecenstvo a Chlubnova čtvrtá opera zmizela záhy z repertoáru. Jiné divadlo ji nenastudovalo.

## Osoby a první obsazení
| osoba                        | hlasový obor   | premiéra (24. ledna 1936)                  |
| ---------------------------- | -------------- | ------------------------------------------ |
| Svědomí                      | baryton        | Géza Fischer (Fišer) [+ Jarmila Urbánková] |
| Praotec                      | mluvená role   | Rudolf Walter                              |
| Pramáť                       | mluvená role   | Marie Walterová-Pechová                    |
| [Hlas matky]                 | [mluvená role] | [Marie Řezníčková]                         |
| Dárce života                 | bas            | Leonid Pribytkov                           |
| Zloduch (Stepní Vlk)         | tenor          | Josef Žižka                                |
| Přízraky, temní duchové      |                |                                            |
| Dirigent: Antonín Balatka    |                |                                            |
| Režie: Rudolf Walter         |                |                                            |
| Scéna: Emil Konečný          |                |                                            |
| Kostýmy: Emil Konečný        |                |                                            |
| Choreografie: Máša Cvejičová |                |                                            |

## Děj opery
Svědomí vypráví o původu smrti. Na počátku světa se sešli ti, kdo byli přede všemi věcmi, a radili se o tom, jaký má být běh světa. Jedni tvrdili: „Budiž věčný život ve věčné noci!, zatímco druzí: „Ať je den a o něm noc, a život ať je ve dne a zánikem dne ať skoná!“ A o tom, jak Velký Duch, Dárce života, tuto při rozhodl, vypráví tato pověst.
Přicházejí první rodiče – praotec a pramáti – a přinášejí své prvorozené dítě, které chtějí ukázat bohům a přinést jim děkovné dary za jeho zrození. Krása novorozeného dítěte je dojímá, al jsou znepokojeni tím, že se neprobouzí – a to ani tehdy, když mu matka zazpívá první ukolébavku. Rodiče zjistí, že dítě nedýchá; jímá je neznámý strach a prosí bohy, aby robě probudili. Zanechávají nehybné dítě na oltáři bohům k rozhodnutí.
Svědomí se hrozí, že se stalo něco nezvyklého a nebezpečného, a vidí v tom zásah Zloducha. Dárce života chce nářek Svědomí i prosby rodičů vyslyšet a dítě probudit opět k životu, který je přece tak krásný. Ale Zloduch, jenž se připlížil za ním, namítá, že to je jen povšechný a zjednodušený úsudek. Jen jitro života je krásné, noc krásná není. Zrození, láska, zdraví činí život dobrým, ale stáří, nemoc, neláska špatným, věčný život bez stínů možný není. „Radost při zrození a zármutek pro mrtvé jsou lepší, neboť znamenají lásku.“ Dárce života mu přisvědčí – místo věčného života ve tmě nechť je život se dnem, s láskou, ale i se smrtí. Nechává proto dítě zemřít: do světa přišla smrt.
Ale Zloduch nyní zjišťuje, co jeho vítězství způsobilo: je-li na světě smrt, je i on smrtelný. Jako první bytost zažívá šílenou úzkost ze smrti. Chce jí uniknout tancem, ale temné příznaky na něj divoce dorážejí, světlo je příliš daleko a smrt příliš silná. Klesá tedy vyčerpáním mrtev a nikdo jeho skonu nelituje. Svědomí vypráví: „A tak v den počátku Život přišel do světa, Smrt přišla do světa.“